# Yo (kana)
よ în hiragana sau ヨ în katakana, (romanizat ca yo) este un kana în limba japoneză care reprezintă o moră. Caracterul hiragana este scris cu două linii, iar caracterul katakana cu trei linii. Kana よ și ヨ reprezintă sunetul pronunție în japoneză [jo].
Caracterul よ provine de caracterul kanji 与, iar ヨ provine de 與.

## Variante
Minuscule de acest kana (ょ și ョ) se folosesc în combinație cu alte kana care se termină cu -i ca să schimbă pronunția lor:
- きょ sau キョ : pronunție în japoneză [kʲo] (romanizate ca kyo)[2]
- ぎょ sau ギョ : pronunție în japoneză [gʲo] (romanizate ca gyo)
- しょ sau ショ : pronunție în japoneză [ɕo] (romanizate ca sho)
- ちょ sau チョ : pronunție în japoneză [cɕo] (romanizate ca cho)
- じょ sau ジョ : pronunție în japoneză [ʑo] (romanizate ca jo)
- にょ sau ニョ : pronunție în japoneză [nʲo] (romanizate ca nyo)
- ひょ sau ヒョ : pronunție în japoneză [çʲo] (romanizate ca hyo)
- びょ sau ビョ : pronunție în japoneză [bʲo] (romanizate ca byo)
- ぴょ sau ピョ : pronunție în japoneză [pʲo] (romanizate ca pyo)
- みょ sau ミョ : pronunție în japoneză [mʲo] (romanizate ca myo)
- りょ sau リョ : pronunție în japoneză [ɺʲo] (romanizate ca ryo)

## Forme
| Formă                                   | Rōmaji          | Hiragana                   | Katakana                   |
| --------------------------------------- | --------------- | -------------------------- | -------------------------- |
| Fără semne diacritice: y- (や行 ya-gyō) | yo              | よ                         | ヨ                         |
| Fără semne diacritice: y- (や行 ya-gyō) | you yoo yō, yoh | よう, よぅ よお, よぉ よー | ヨウ, ヨゥ ヨオ, ヨォ ヨー |

## Ordinea corectă de scriere
|                                      |
| Ordinea corectă de scriere pentru よ |

|                                      |
| Ordinea corectă de scriere pentru ヨ |

## Alte metode de scriere
- Braille:

| －・ ・－ |

- Codul Morse: －－